# Museo El Rehilete
El Museo Interactivo para la Niñez y Juventud Hidalguense El Rehilete más conocido como Museo El Rehilete, se encuentra ubicado en la ciudad de Pachuca de Soto, en el estado de Hidalgo (México). El nombre “rehilete” es un homenaje al apodo de Pachuca: “La Bella Airosa”, debido a los fuertes vientos de la ciudad, elemento indispensable para hacer girar el rehilete, juguete tradicional y también, hoy en día, generador de energía.

## Historia
El planetario fue construido en 1993, cuatro años antes que el museo. El museo abrió sus puertas al público el 28 de febrero de 1997, la idea original y realización son obra del Gobierno del estado de Hidalgo. El observatorio fue puesto en servicio el 5 de enero de 1999. El paseo arqueológico fue inaugurado en el año 2000. El jardín botánico inicio sus actividades en 2001. El dinoparque fue inaugurado el 23 de noviembre de 2009. En él se encuentran dos murales el primero en la entrada del recinto denominada "Municipio libre", y el segundo inaugurado en 2014 obra de Armando Peñafiel denominado, “Ciencia, tecnología y los niños”.

## Instalaciones
Se trata de una gran estructura poligonal de veinticuatro caras y cuatro niveles, la cual está dividida en cuatro niveles que asemejan una mina invertida. El diseño estuvo a cargo de los arquitectos Arturo Alcocer Martínez y Eduardo Romo de Vivar.
La superficie total que ocupa el museo, es de unos 15 000 m², de los cuales, 12 700 m² son de construcción, y donde predomina la planta del museo . El jardín botánico cuenta con 550 m², y el dinoparque esta en una área de 9000 m². El planetario es un edificio circular de 18 metros de diámetro, coronado por una cúpula y bordeado por una escalera helicoidal.

## Áreas

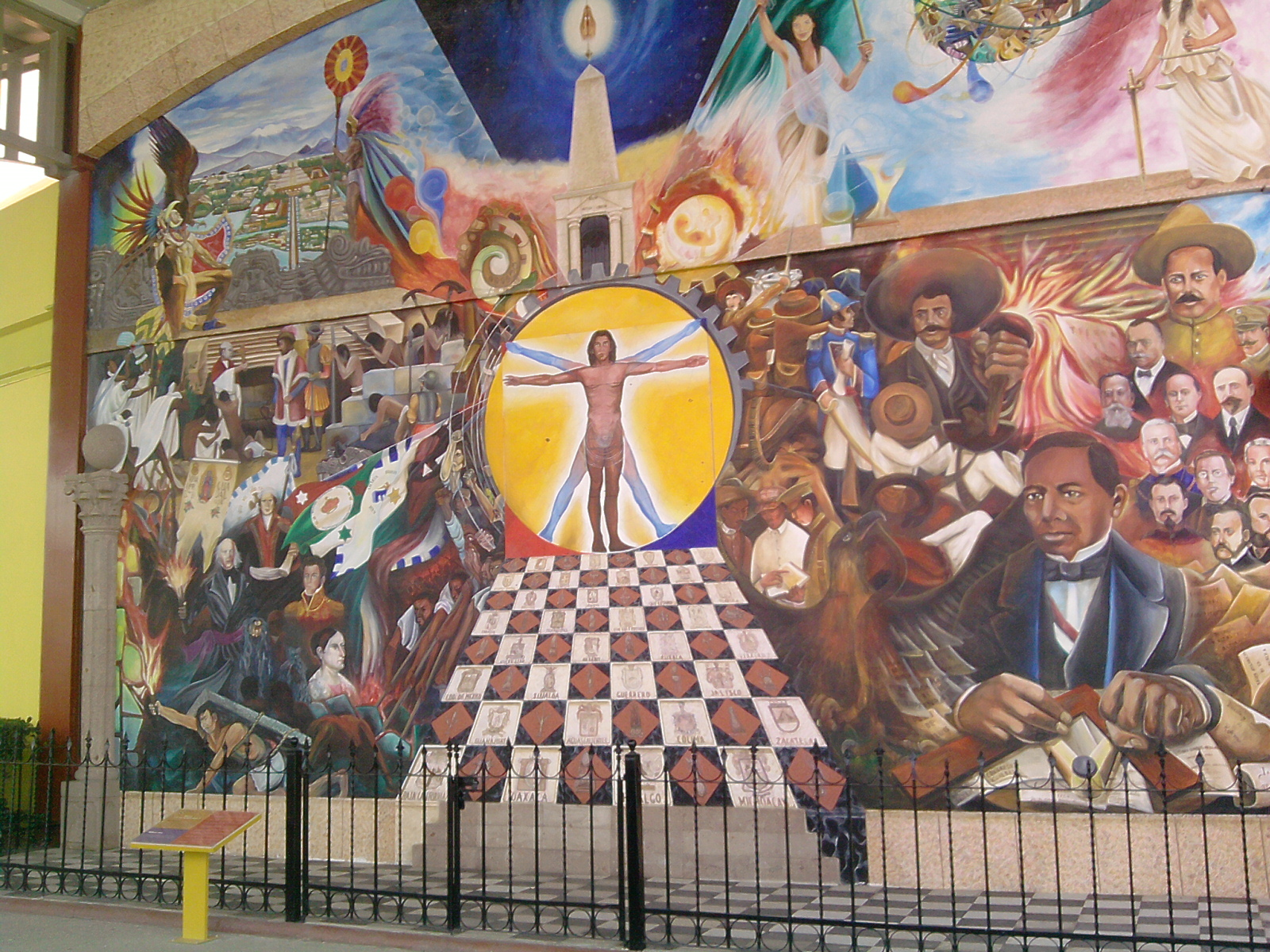
Mural "Municipio Libre" localizado en la entrada al museo.

El museo está dividido en diez salas temáticas : Exposiciones temporales, Arte y maker space, Conociendo mi mundo, Energía, Luz y óptica, Tecnología, Agua con ciencia, Universo, Observatorio y Planetario.
En el exterior del Museo se pueden encontrar un Dinoparque, un avión DC-3, una biblioteca y una estación temática de bomberos.